# Хатамова, Турсунби
Турсунби Хатамова (род. 1935 год) — советская колхозница, бригадир колхоза имени Шаталова Кулябского района Таджикской ССР. Герой Социалистического Труда (1966).
В 1950-х годах трудилась рядовой колхозницей, звеньевой, бригадиром колхоза имени Шаталова Кулябского района. В 1947 году бригада под руководством Турсунби Хатамовой собрала высокий урожай хлопка. Указом Президиума Верховного Совета СССР от 30 апреля 1966 года удостоена звания Героя Социалистического Труда за «успехи, достигнутые в увеличении производства и заготовок хлопка-сырца и коконов шелкопряда» с вручением ордена Ленина и золотой медали «Серп и Молот».
Член КПСС. Избиралась членом ревизионной комиссии ЦК Компартии Таджикистана.
Проживает в Кулябе, Таджикистан.